# 撫物語
《撫物語》（日语：／ Nademonogatari），是日本小說家西尾維新的刊載《物語系列》的輕小說，由台灣插畫家VOFAN繪製插圖。

## 概要
本作為物語系列第外季第三彈。
封面為被許多假貨撫子團團圍住的撫子。
收錄一大章節作總結。
1. 第零話 撫子平局，

## 劇情介紹
放棄當神、努力當人的撫子故事。
想成為漫畫家的少女千石撫子中學畢業後，被父母告知要找工作。為取得成果說服父母，在式神斧乃木余接的幫助下，創造出了四個自己的式神分身，卻因無法控制她們導致事情一發不可收拾。撫子在追趕逃跑的四名撫子的同時，面對了自身的過去。

## 登場人物
千石撫子 / 今撫子（Sengoku Nadeko / Imanadeko）
斧乃木余接（Ononoki Yotsugi）
忍野扇（Oshino Ōgi）
神原駿河（Kanbaru Suruga）
老倉育（Oikura Sodachi）
阿良良木月火（Araragi Tsukihi）
戰場原黑儀（Senjōgahara Hitagi）
忍野忍（Oshino Shinobu）

### 式神
乖撫子
籠褲撫子
校泳撫子
媚撫子
逆撫子
今撫子 (式神版)
神撫子

## 書籍訊息
| 標題   | 發售日 (日)   | ISBN (日)              | 發售日 (台)   | ISBN (台)              |
| ------ | ------------- | ---------------------- | ------------- | ---------------------- |
| 撫物語 | 2016年7月27日 | ISBN 978-4-06-283898-6 | 2019年5月10日 | ISBN 978-9-57-108545-6 |

## 外部連結
- 講談社BOX：《撫物語》官方專頁 （页面存档备份，存于）
- 撫子的輕輕撫摸頭 （页面存档备份，存于）